# Joseph Morgan
Joseph Morgan (születési neve Joseph Martin; 1981. május 16. –) angol színész.
Leginkább a Vámpírnaplók és a The Originals – A sötétség kora című televíziós sorozatokból ismert, melyekben Niklaus Mikaelsont alakította.

## Gyermekkora
Londonban született. 11 évig a walesi Swansea-ben élt, majd visszaköltözött Londonba, hogy a Central School of Speech and Drama hallgatója legyen.

## Pályafutása

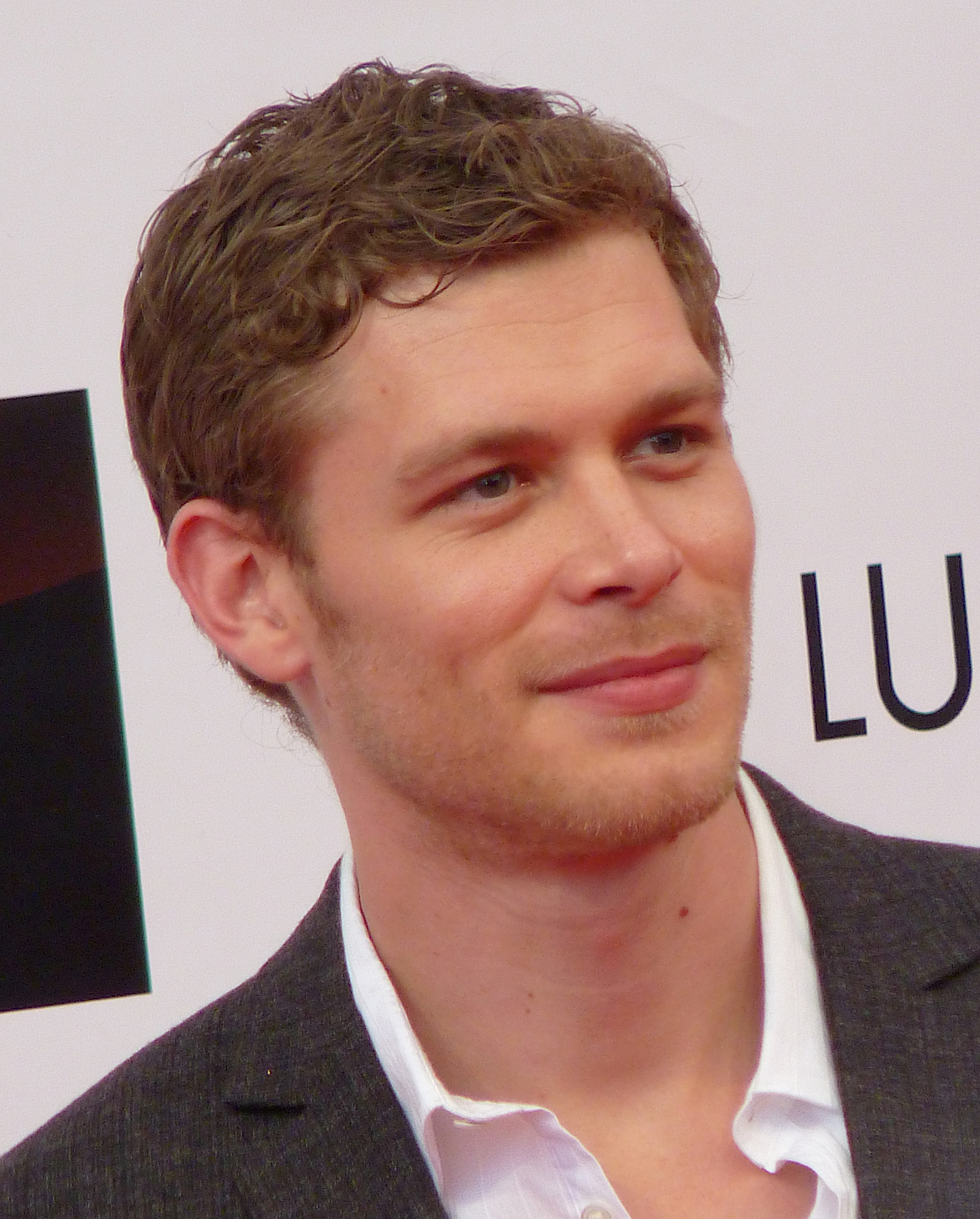
A 2012-es Monte-Carlo Televíziós Fesztiválon

2003-ban játszotta első szerepeit az Eroica és a VIII. Henrik című tévéfilmekben, illetve a Kapitány és katona: A világ túlsó oldalán című kalandfilmben. 2004-ben a Boszorkák című tévésorozat öt epizódjában szerepelt, illetve egy kisebb szerepet játszott a Nagy Sándor, a hódító című történelmi filmben. A 2007-es A mansfieldi kastély című tévéfilmben is feltűnt, amely Jane Austen azonos című regényén alapul. 2007 és 2009 között Morgan megjelent még A néma szemtanú, a Doc Martin és a Baleseti sebészet című tévésorozatok néhány epizódjában is. 2010-ben a Ben Hur című minisorozat főszerepét alakította.
2011-től Klaus, az egyik legősibb vámpír szerepét vállalta el a Vámpírnaplók című tévésorozatban. A 2. évad utolsó négy epizódjában visszatérő szereplőként jelent meg, a 3. évadtól pedig már főszereplőként volt jelen. 2011-ben szerepelt a Halhatatlanok című fantasyfilmben, amely a görög mitológián alapul.
2012-ben három filmben is főszerepet fog alakítani. A Warhouse című pszichológiai és természetfeletti thrillerben egy olyan ember szerepét játssza, aki azért harcol, hogy megőrizze az emberségét és a józan eszét rabsága alatt. A 500 Miles North című filmben is szerepelni fog, melynek középpontjában két testvér áll, akiknek Angliából Skóciába kell utazniuk, hogy eleget tegyenek édesapjuk utolsó kívánságainak. Morgan fel fog tűnni az Open Grave című thrillerben is, amelyben hat ember ébred fel együtt egy rothadó holttestekkel teli sír mellett a semmi közepén.

## Magánélete
Morgan támogatja a Positive Women jótékonysági szervezetet.

## Filmográfia

### Film
| Év   | Magyar cím                                | Eredeti cím                                     | Szerep                              | Magyar hang   |
| ---- | ----------------------------------------- | ----------------------------------------------- | ----------------------------------- | ------------- |
| 2003 | Kapitány és katona: A világ túlsó oldalán | Master and Commander: The Far Side of the World | William Warley, Mizzentop kapitánya | Seder Gábor   |
| 2004 | Nagy Sándor, a hódító                     | Alexander                                       | Philotas                            | Takátsy Péter |
| 2007 | Imitátorok                                | Mister Lonely                                   | James Dean                          | Magócs Zsolt  |
| 2011 |                                           | Angels Crest                                    | Rusty                               |               |
| 2011 | Halhatatlanok                             | Immortals                                       | Lysander                            | Seder Gábor   |
| 2012 |                                           | The Grind                                       | Paul                                |               |
| 2012 |                                           | Warhouse                                        | A.J. Budd                           |               |
| 2012 |                                           | 500 Miles North                                 | James Hogg                          |               |
| 2012 |                                           | Open Grave                                      | Nathan                              |               |

### Televízió
| Év        | Magyar cím                      | Eredeti cím                    | Szerep                           | Megjegyzések                                                                        |
| --------- | ------------------------------- | ------------------------------ | -------------------------------- | ----------------------------------------------------------------------------------- |
| 2003      |                                 | Eroica                         | Matthias                         | tévéfilm                                                                            |
| 2003      | VIII. Henrik                    | Henry VIII                     | Thomas Culpeper                  | - tévéfilm - magyar hangja: - Moser Károly                                          |
| 2004      | Boszorkák                       | Hex                            | Troy                             | 5 epizód                                                                            |
| 2005      |                                 | William and Mary               | Callum                           | 3 epizód                                                                            |
| 2006      |                                 | Kenneth Williams: Fantabulosa! | Alfie                            | tévéfilm                                                                            |
| 2006      | A szépség vonala                | The Line of Beauty             | Jasper                           | minisorozat (1 epizód)                                                              |
| 2007      | A mansfieldi kastély            | Mansfield Park                 | William Price                    | tévéfilm                                                                            |
| 2007      | A néma szemtanú                 | Silent Witness                 | Matthew Williams                 | 2 epizód                                                                            |
| 2007      |                                 | Doc Martin                     | Mick Mabley                      | 5 epizód                                                                            |
| 2008–2009 | Baleseti sebészet               | Casualty                       | Tony Reece                       | 8 epizód                                                                            |
| 2010      | Ben Hur                         | Ben Hur                        | Judah Ben-Hur                    | - minisorozat - magyar hangja: - Széles Tamás                                       |
| 2011–2016 | Vámpírnaplók                    | The Vampire Diaries            | Niklaus Mikaelson                | visszatérő szereplő (2. évad) főszereplő (3-4. évad) vendégszereplő (5. és 7. évad) |
| 2013–2018 | The Originals – A sötétség kora | The Originals                  | Niklaus Mikaelson                | - főszereplő - rendező (3 epizód) - magyar hangja: - Makranczi Zalán                |
| 2019      | Animal Kingdom                  | Animal Kingdom                 | Jed                              | visszatérő szerep (4. évad)                                                         |
| 2020      | Szép új világ                   | Brave New World                | CJack60                          | főszereplő                                                                          |
| 2022      | Legacies – A sötétség öröksége  | Legacies                       | Klaus Mikaelson                  | vendégszereplő (4. évad)                                                            |
| 2022–2023 | Titánok                         | Titans                         | Sebastian Sanger / Brother Blood | főszereplő (4. évad)                                                                |
| 2024      | Halo                            | Halo                           | James Ackerson                   | főszereplő (2. évad)                                                                |

## Díjak és jelölések
Vámpírnaplók
- Jelölés — Teen Choice Díj: Legjobb gonosz (tévé) (2011, 2012)[11]